# باول جيكيل
باول جيكيل (بالألمانية: Paul Jaeckel) هو لاعب كرة قدم ألماني في مركز الدفاع، ولد في 22 يوليو 1998 في آيزنهوتنشتات في ألمانيا. لعب مع غرويتر فورت.

## وصلات خارجية
- باول جيكيل على موقع إي إس بي إن إف سي (الإنجليزية)
- باول جيكيل على موقع قاعدة بيانات كرة القدم.إي يو (الإنجليزية)
- باول جيكيل على موقع Soccerway.com (الإنجليزية)
- باول جيكيل على موقع عالم كرة القدم.نت (الإنجليزية)